# Compagnia Petrolchimica Jam
La Compagnia Petrolchimica Jam (in persiano شرکت پتروشیمی جم‎) è una società petrolchimica iraniana con sede ad 'Asalūyeh, nella provincia di Bushehr, fondata nel 2000.

## Storia
La Compagnia Petrolchimica Jam (JPC) è stata fondata nel 2000 nell'ambito della strategia nazionale dell'Iran per sviluppare l'industria petrolchimica e sfruttare le risorse del giacimento di gas di South Pars. Situata su un'area di 77 ettari nella Zona Economica Speciale Energetica di Pars, ad 'Asalūyeh, nella provincia di Bushehr, JPC è stata istituita nell'ambito del Terzo Piano di Sviluppo Economico dell'Iran. L'obiettivo di questa iniziativa era ottimizzare il potenziale economico delle risorse di gas di South Pars. Conosciuta come progetto "Olefine 10" nell'ambito della Compagnia petrolchimica nazionale iraniana, JPC beneficia inoltre della vicinanza a risorse essenziali, tra cui materie prime, combustibile e infrastrutture come porti e strade, facilitando così il suo ruolo nei mercati nazionali e internazionali e supportando la transizione dell'Iran verso esportazioni non legate al petrolio.

## Unità e prodotti
Il complesso produttivo di Compagnia Petrolchimica Jam comprende diverse unità specializzate che producono una vasta gamma di prodotti petrolchimici. Le principali unità includono quelle di olefine, polietilene ad alta densità (HDPE), polietilene lineare a bassa densità (LLDPE), butadiene e butene-1. Grazie a queste unità, JPC è tra i principali produttori di olefine al mondo e un fornitore significativo di prodotti polimerici in Iran. Il portafoglio di prodotti dell’azienda comprende vari gradi di polietilene e altri derivati petrolchimici, destinati ai mercati del Medio Oriente e oltre.

## Sanzioni
Nel luglio 2022, il Dipartimento del Tesoro degli Stati Uniti ha imposto sanzioni alla Compagnia Petrolchimica Jam nell'ambito di un'iniziativa mirata a limitare l'esportazione di prodotti petrolchimici iraniani.